# 翔宇路南站
翔宇路南站是南京地铁S1号线以及S9号线的一个车站。S1号线位于江宁区翔宇路以南，呈南北走向。该站为S1号线二期的起始站，根据运营需要，可实现一期、二期的分段运营或贯通运营。

## 车站结构
车站为高架二层双岛式车站，一层为站厅层，高架二层为站台层，共有2个出入口。

### 站台
翔宇路南站站台位于高架二层，设有两座岛式站台。S1线路轨列在站台外侧，S9线路轨列在站台内侧。两线在该站实施同台换乘。

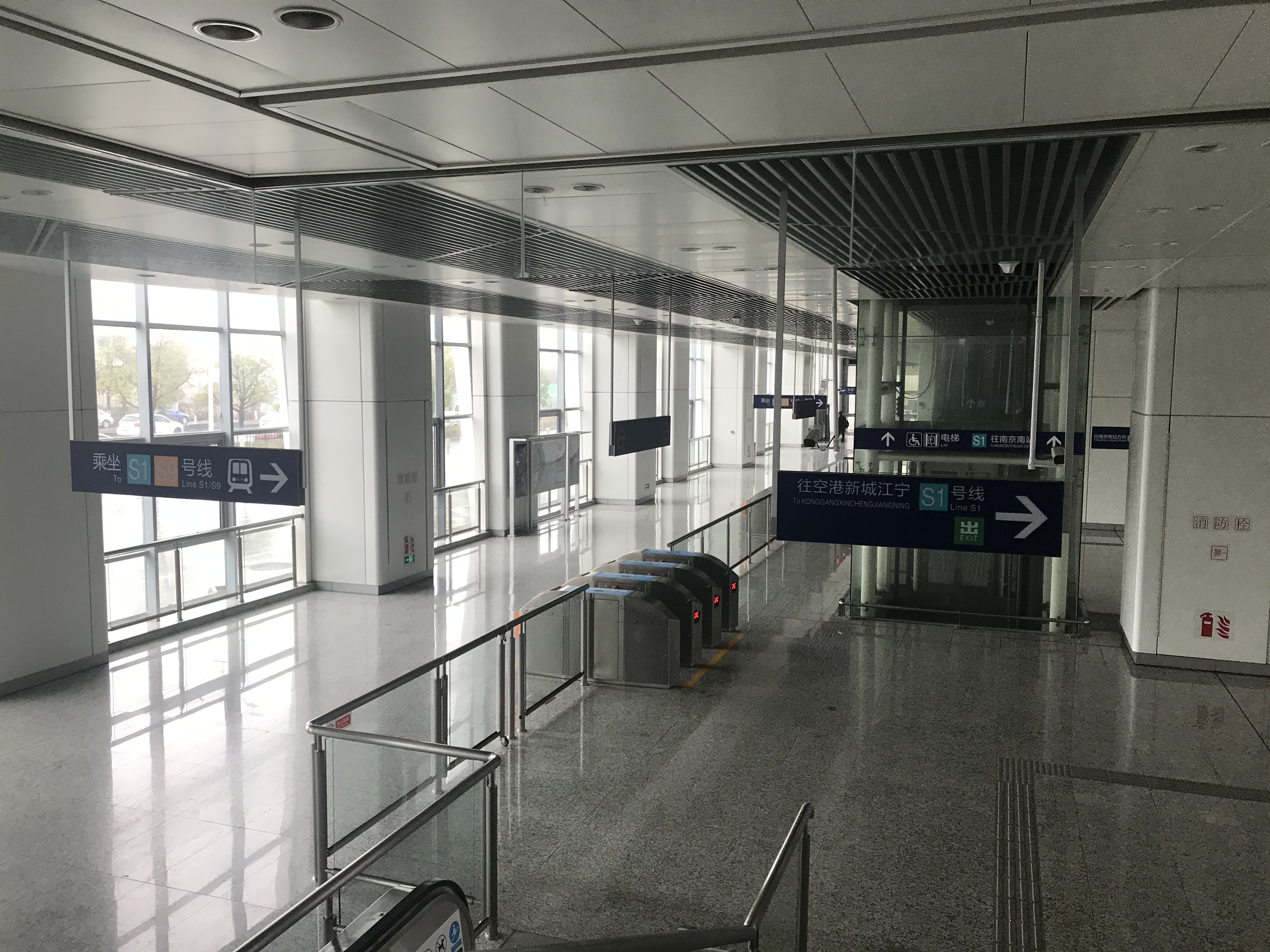
站厅
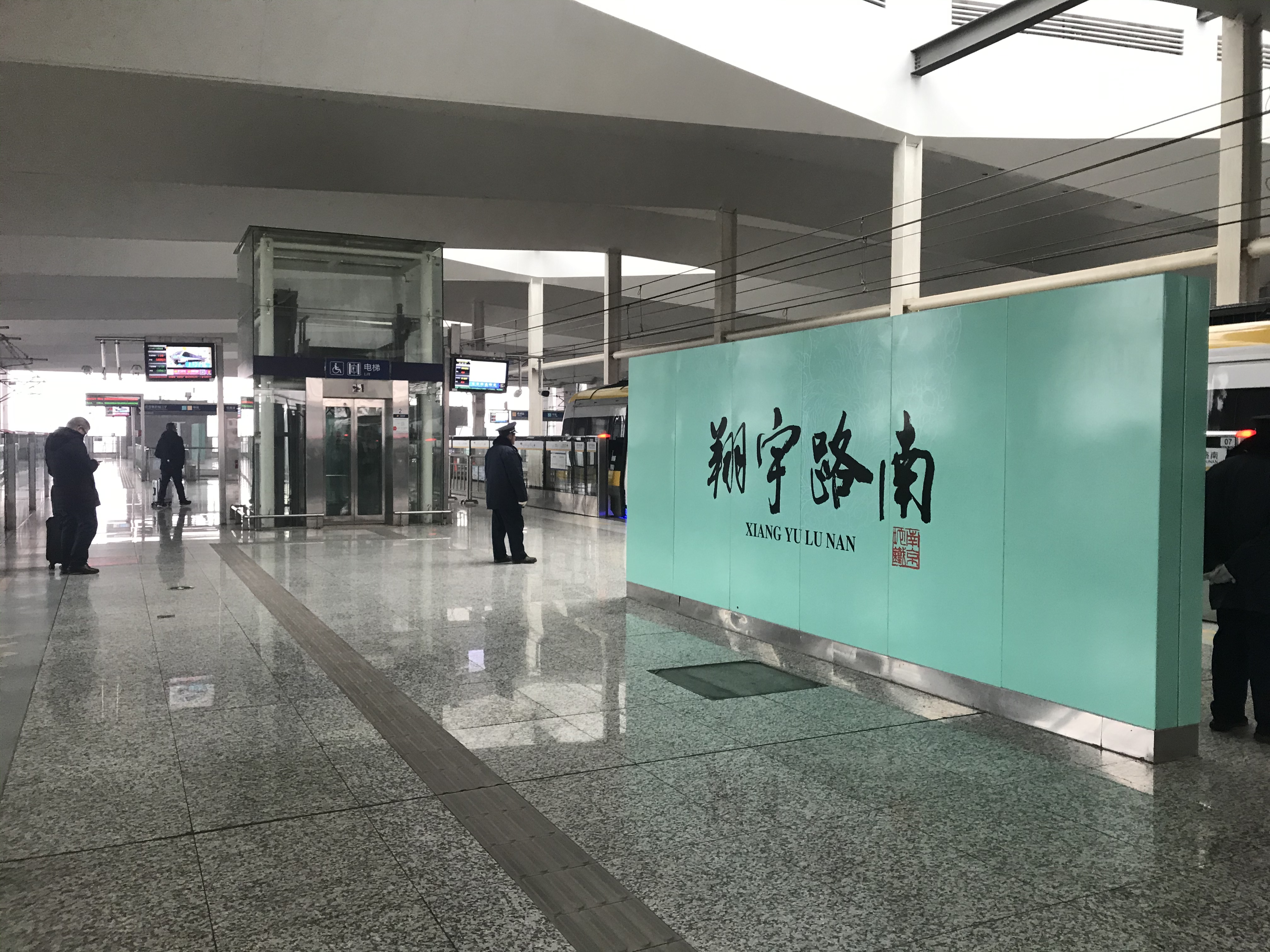
下行方向站台，S9往高淳方向和S1往空港新城江宁方向可在此站台同台换乘。
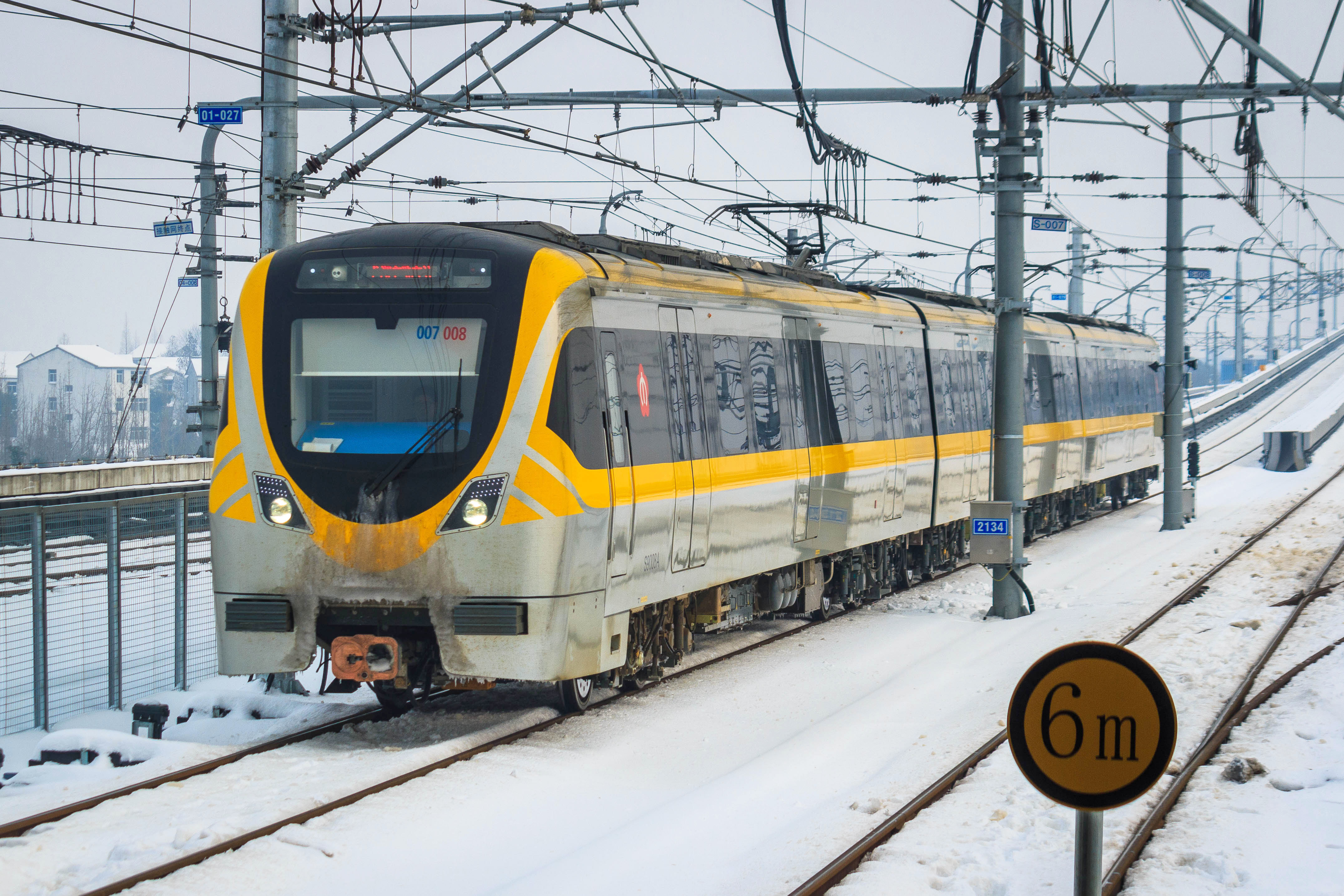
S9线列车雪中驶入翔宇路南站

### 楼层分布
| 地上 二层 |                                                | █ S1号线列车往南京南站方向 （翔宇路北/大站快车：南京南站） |                                        |
| 地上 二层 | 岛式月台                                       |                                                            |                                        |
| 地上 二层 | █ S9号线列车落客月台                           |                                                            |                                        |
| 地上 二层 | █ S9号线列车往高淳方向 （铜山/直达快车：高淳） |                                                            |                                        |
| 地上 二层 | 岛式月台                                       |                                                            |                                        |
| 地上 二层 | █ S1号线列车往空港新城江宁方向 （禄口机场）    |                                                            |                                        |
| 地上 一层 | 站厅                                           | 票務服務、自动售票机、客服中心、出入口                     | 票務服務、自动售票机、客服中心、出入口 |

## 接驳交通

### 公交
| 翔宇路南（近4出口） | 翔宇路南（近4出口）      | 翔宇路南（近4出口） | 翔宇路南（近4出口） | 翔宇路南（近4出口） |
| 编号                | 路线                     | 路线                | 路线                | 备注                |
| ------------------- | ------------------------ | ------------------- | ------------------- | ------------------- |
| 852                 | 翔宇路南                 | ⇆                   | 百家湖              | 原 金秣线           |
| 861南京             | （马鞍山）丹阳外国语学校 | ⇆                   | （南京）翔宇路南    | 原 区61             |
| 863                 | 禄口客运站               | ⇆                   | 翔宇路南            | 原 区63             |
| 953                 | 翔宇路南                 | ⇆                   | 王家角              | 定时班车；原 禄马线 |
| 955                 | 翔宇路南                 | ⇆                   | 彭福                | 定时班车；原 禄曹线 |
| 956                 | 翔宇路南                 | ⇆                   | 杨树湾社区          | 定时班车；原 禄杨线 |